# Friedhofshochkreuz (Nörvenich)

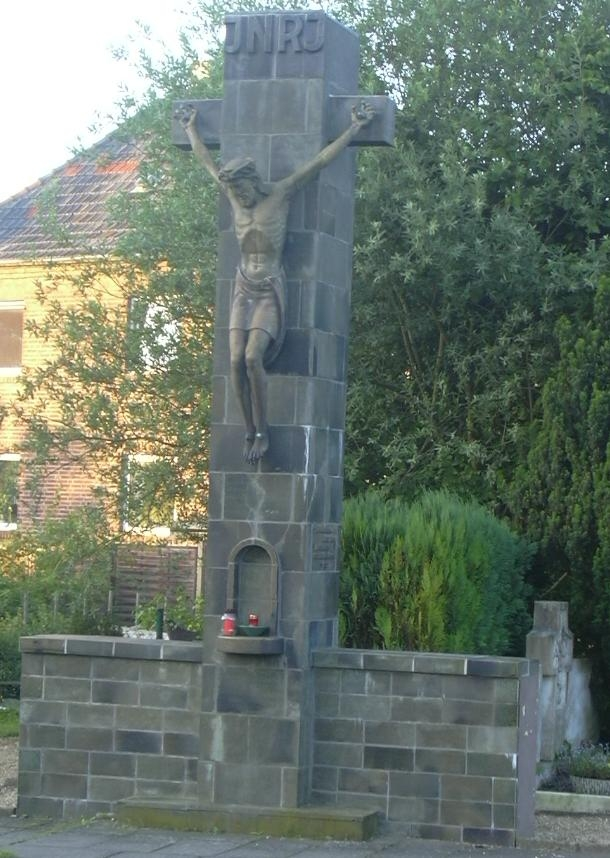
Das Hochkreuz

Das Friedhofshochkreuz steht auf dem alten Friedhof in der Hirtstraße in Nörvenich, Kreis Düren, Nordrhein-Westfalen.
Im Spätherbst des Jahres 1933 ist auf dem alten Teil des Nörvenicher Friedhofes an der südwestlichen Grundstücksgrenze das Hochkreuz errichtet worden. Wenige Monate vorher war der eben in Aachen zum Priester geweihte Kaplan Hubert Schlömer hierhin gekommen. Er hatte die aufkommende kirchenfeindliche Politik der NS-Regierung erkannt und wollte ihr ein unübersehbares, mahnendes Zeichen entgegensetzen. Der junge Kaplan regte die Errichtung des für den kleinen Friedhof übergroßen und damit weithin sichtbaren Kreuzes an. Um einer möglichen Enteignung des kirchlichen Friedhofsgrundstückes zuvorzukommen, wurde eine Fläche von ca. 20 m² aus diesem Grundstück herausgemessen und in das Eigentum der Barrensteinstiftung überführt. Der Eigentumswechsel wurde durch die Grundbucheintragung gesichert.
Der Amtsgerichtsrat a. D. Dr. Breuer in Nörvenich und der Barrenstein’sche Testamentsvollstrecker, der spätere Senatspräsident Baumann in Bonn, hatten die juristische Lage sorgfältig erwogen.
Der damals weithin bekannte, in Frechen lebende Künstler Franz Albermann (1877–1959) hat Kreuz und Christuskorpus entworfen und im Frechener Keramikwerk „Kalscheuer Werke, Toni Ooms“ anfertigen lassen. Die gesamten Kosten hat die Anfang 1933 entstandene Barrensteinstiftung getragen. Darauf weist die Inschrift auf einer seitlich angebrachten Kachel hin, die lautet:
„Zum frommen Gedenken an die Familie M. J. Barrenstein 1933“.
In den 1980er und 2000er Jahren ist das Kreuz renoviert und in die Denkmalliste der Gemeinde eingetragen worden. Das Friedhofskreuz wurde am 16. Februar 2000 in die Denkmalliste der Gemeinde Nörvenich unter Nr. 80 eingetragen.